# Língua limbu
A língua limbu (Limbu: ᤕᤠᤰᤌᤢᤱ ᤐᤠᤴ, yakthuṅ pan / transliteração fonética: [devanägari]) é uma língua pertencente à família sino-tibetana, dentro do ramo kiranti. Ela é falada pelo povo étnico Limbu no Nepal e no nordeste da Índia, especialmente nos estados de Bengala Ocidental, Siquim, Assão e Nagalândia, além de comunidades expatriadas no Butão.
Atualmente, devido a fatores sociolinguísticos, o Limbu está em risco de extinção. A língua conta com aproximadamente 407.000 falantes e possui um sistema de escrita próprio, conhecido como escrita limbu.
Antes da introdução da escrita própria dos Limbu, a escrita Róng era amplamente utilizada no leste do Nepal, especialmente no antigo estado de Maurong. A escrita Sirijanga permaneceu quase esquecida por cerca de 800 anos até ser revitalizada pelo estudioso Tye-Angsi Sirijanga Thebe, de Tellok Sinam, na região de Limbuwan, no atual Nepal. A escrita Limbu passou a ser conhecida como "Sirijanga" em homenagem a Tye-Angsi Sirijanga Thebe, que desempenhou um papel fundamental em sua recriação e difusão. Sua contribuição foi essencial para a preservação da cultura e identidade do povo Limbu.
A língua limbu apresenta uma morfologia verbal apresenta uma rica morfologia verbal, destacando-se pela concordância entre o verbo e seus sujeitos ou objetos. Seus verbos são polissintéticos, incorporando negação dupla e concordância com objetos, embora não concordem com sujeitos de terceira pessoa nem permitam a incorporação de substantivos. Estruturalmente, o Limbu segue um sistema ergativo-absolutivo, no qual o agente de um verbo transitivo recebe marcação ergativa, enquanto o sujeito de um verbo intransitivo e o paciente de um verbo transitivo são marcados pelo caso absolutivo. Além disso, trata-se de uma língua pós-posicional (em vez de usar uma preposição antes da palavra, essas línguas colocam o equivalente da preposição depois do substantivo), empregando sufixos para indicar casos gramaticais e relações sintáticas. No campo fonológico, o Limbu apresenta uma diversidade de vogais e consoantes, algumas das quais foram influenciadas por empréstimos do nepalês.

## Etimologia
O termo "Limbu" significa "arqueiro" e é o nome pelo qual esse idioma é mais conhecido, embora sua designação indígena seja yakthuŋbapān ou yakthuŋpān.
O limbu comum é chamado de tajeŋpān, enquanto mundumban refere-se a uma forma sacerdotal mais refinada, conhecida principalmente por algumas pessoas mais velhas. Os Limbu costumam se autodenominar yakthu ou yakthuŋba, mas são amplamente reconhecidos internacionalmente como "Limbu". A região onde vivem é chamada de pallo-kirānt (ou "Far Kirant") e também de Limbuwān, que significa "Terra dos Limbu".

## Distribuição
A língua limbu pertence ao ramo kiranti da família de línguas sino-tibetanas. Ele é falado principalmente no Nepal e na Índia por cerca de 407.000 pessoas.
Os falantes nativos do limbu estão concentrados no leste do Nepal e em diversas regiões da Índia, incluindo Darjeeling, Kalimpong, Sikkim, Assam e Nagaland. Além disso, há comunidades expatriadas que falam Limbu em países como Butão, Mianmar, Tailândia, Reino Unido, Hong Kong, Canadá e Estados Unidos.
A língua limbu é falada principalmente no Nepal e na Índia, mas também há comunidades expatriadas em diversos países. Os falantes de Limbu fazem parte da diáspora que se espalhou no Terai ao sul e as montanhas do Himalaia ao norte.
Os Limbus vivem principalmente nas colinas médias, em altitudes que variam de 2.500 a 5.000 pés (aproximadamente 760 a 1.520 metros), sendo um fator que afeta na disseminação do limbu, além do fato que o nepalês é a língua oficial, e o limbu, apesar de reconhecido como uma língua minoritária, não tem o mesmo status e suporte institucional.

### Dialetos e línguas relacionadas
A língua limbu apresenta variações dialetais baseadas na geografia e nos grupos étnicos que falam o idioma. As quatro principais variações dialetais são o pacthare limbu (falado no distrito de Panchthar, Nepal); phedappe limbu (predominante no distrito de Dhankuta e áreas próximas); chathare limbu (encontrado nas regiões de Tehrathum e arredores); taplejune limbu (falado no distrito de Taplejung, próximo à fronteira com o Sikkim, na Índia)
As língua limbu é relacionada com o subtipo khambu; que inclui as línguas: sangpang, nechereng, rodong, waling, rungchenbung, lambichong, chingtang e yakkha ; e o subtipo bahing, que abrange: sunwari, dumi, khaling e rai.
|  | Língua thulung |
|  |                |

|  | Língua wambule, Língua jerung |
|  |                               |

|  | Língua khaling, Língua dumi, Língua kohi |
|  |                                          |

|  | Língua bahing, Língua sunwar, Língua wayu |
|  |                                           |

|  | Língua limbu |
|  |              |

|  | Língua thulung |
|  |                |

|  | Língua wambule, Língua jerung |
|  |                               |

|  | Língua khaling, Língua dumi, Língua kohi |
|  |                                          |

|  | Língua bahing, Língua sunwar, Língua wayu |
|  |                                           |

|  | Língua limbu |
|  |              |

|  | Língua kulung, Língua nachering, Língua sampang, Língua saam |
|  |                                                              |

|  | Língua bantawa, Língua pumi, Língua chamling, Língua dungmali |
|  |                                                               |

|  | Língua kulung, Língua nachering, Língua sampang, Língua saam |
|  |                                                              |

|  | Língua bantawa, Língua pumi, Língua chamling, Língua dungmali |
|  |                                                               |

|  | Língua yakkha, Língua phangduwali, Língua belhare, Língua athpare, Língua chintang, Língua chulung |
|  | |

|  | Língua yamphu, Língua lohorung, Língua meohang, Língua waling |
|  |                                                               |

|  | Língua yakkha, Língua phangduwali, Língua belhare, Língua athpare, Língua chintang, Língua chulung |
|  | |

|  | Língua yamphu, Língua lohorung, Língua meohang, Língua waling |
|  |                                                               |

|  | Língua thulung |
|  |                |

|  | Língua wambule, Língua jerung |
|  |                               |

|  | Língua khaling, Língua dumi, Língua kohi |
|  |                                          |

|  | Língua bahing, Língua sunwar, Língua wayu |
|  |                                           |

|  | Língua limbu |
|  |              |

|  | Língua thulung |
|  |                |

|  | Língua wambule, Língua jerung |
|  |                               |

|  | Língua khaling, Língua dumi, Língua kohi |
|  |                                          |

|  | Língua bahing, Língua sunwar, Língua wayu |
|  |                                           |

|  | Língua limbu |
|  |              |

|  | Língua kulung, Língua nachering, Língua sampang, Língua saam |
|  |                                                              |

|  | Língua bantawa, Língua pumi, Língua chamling, Língua dungmali |
|  |                                                               |

|  | Língua kulung, Língua nachering, Língua sampang, Língua saam |
|  |                                                              |

|  | Língua bantawa, Língua pumi, Língua chamling, Língua dungmali |
|  |                                                               |

|  | Língua yakkha, Língua phangduwali, Língua belhare, Língua athpare, Língua chintang, Língua chulung |
|  | |

|  | Língua yamphu, Língua lohorung, Língua meohang, Língua waling |
|  |                                                               |

|  | Língua yakkha, Língua phangduwali, Língua belhare, Língua athpare, Língua chintang, Língua chulung |
|  | |

|  | Língua yamphu, Língua lohorung, Língua meohang, Língua waling |
|  |                                                               |

## História
A língua limbu tem uma história marcada por transformações políticas, culturais e linguísticas que afetaram a vida de seus falantes e o papel do idioma ao longo do tempo. Originalmente falado pelos povos kiranti, no leste do Nepal e em partes do norte da Índia, o Limbu era uma língua de prestígio dentro de sua região, especialmente em Limbuwan, território governado por líderes tribais. No entanto, a expansão de reinos vizinhos e mudanças sociais impactaram seu uso e desenvolvimento.

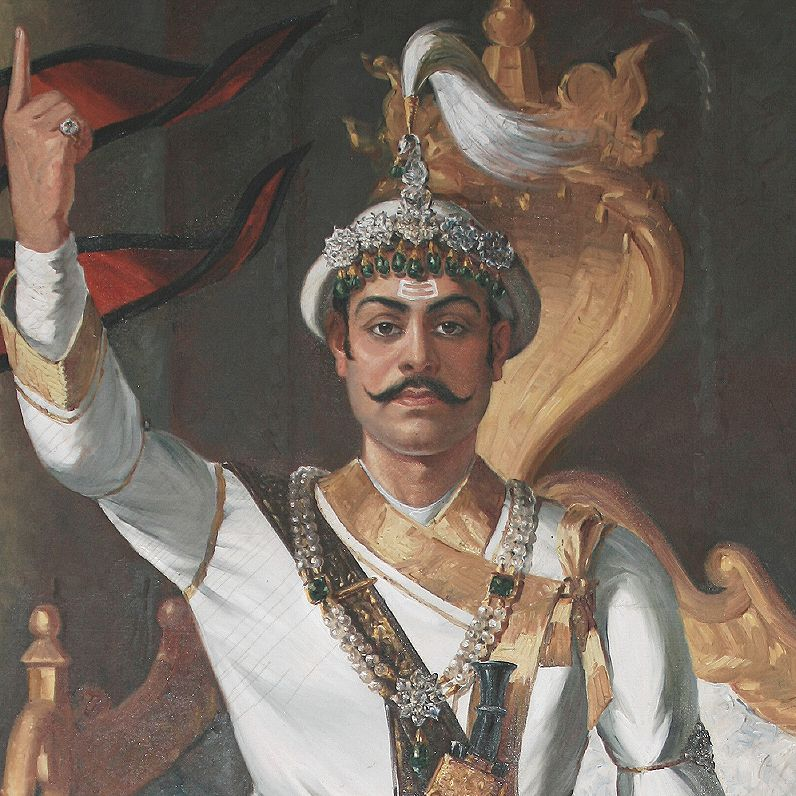
Rei do Nepal Prithvi Narayan Shah.

No século XVIII, o Reino do Nepal anexou Limbuwan sob a liderança de Prithvi Narayan Shah, incorporando a população Limbu ao domínio dos Gurkhas. Com essa anexação, o nepali tornou-se a língua oficial da administração, enfraquecendo o status do limbu. Em paralelo, parte dos limbu permaneceu sob o controle do Reino de Sikkim, onde foram influenciados pela cultura tibetana e pela língua lepcha. A partir desse período, o uso do Limbu começou a se restringir a contextos comunitários e familiares, deixando de ser empregado em funções oficiais e educacionais.
Além da influência política, o limbu também sofreu impactos culturais. A expansão do hinduísmo e do budismo tibetano modificou práticas religiosas e tradições orais da comunidade, introduzindo novos vocábulos e conceitos ao idioma. O contato frequente com falantes de nepali resultou na adoção de termos e expressões dessa língua, alterando gradualmente a estrutura do limbu.
Atualmente, o limbu enfrenta desafios devido à predominância do nepali como língua oficial do Nepal. Embora haja esforços de revitalização, incluindo o ensino da língua em escolas e a produção de materiais escritos, a pressão política e social ameaça sua sobrevivência. Mesmo assim, o limbu mantém-se como um símbolo de identidade cultural para sua comunidade, refletindo um passado de resistência e adaptação diante das mudanças históricas.

### História da documentação
A língua limbu já possuía um sistema de escrita próprio, a escrita Kiranti, criada no século XVIII durante a expansão budista em Sikkim. Atribuída ao herói Sirija Agä, essa escrita surgiu junto com a Lepcha, mas teve uso restrito. No século XIX, estudiosos como Brian Hodgson e Sprigg documentaram manuscritos em Kiranti, mas sua distinção fonética era limitada.
No século XX, várias tentativas de revitalização foram feitas. imansin cemjon (1961) expandiu a escrita original, mas usou predominantemente Devanagari. B.B. Subba (1970-80s) aprimorou a escrita Kiranti, criando livros didáticos e um dicionário trilingue Limbu-Nepali-Inglês. J. Maden (1983-84) publicou guias para ensinar a escrita.
Atualmente, a maioria dos materiais escritos em Limbu utiliza Devanagari, e o dialeto Panchthare serve como base para o padrão escrito. Embora haja esforços de revitalização, o uso da escrita Kiranti ainda é limitado.

### História do ensino
Originalmente, o ensino do limbu era oral, transmitido de geração em geração dentro das famílias e comunidades. A língua era ensinada nas interações diárias, por meio de histórias, canções e práticas religiosas, principalmente nas áreas rurais. Como a escrita kiranti foi criada para a divulgação da cultura budista no século XVIII, o ensino formal da língua em termos de leitura e escrita não foi amplamente desenvolvido até o início do século XX.
Atualmente, o ensino do limbu enfrenta desafios significativos. Embora haja algumas iniciativas de revitalização por parte de linguistas e educadores locais, a língua ainda carece de um sistema educacional estruturado que a inclua de forma sistemática nas escolas.

## Fonologia

### Consoantes
Weidert e Subba (1985) fornecem o seguinte inventário consonantal sonoro do Limbu.
|                     | Labial | Alveolar | Dental | Retroflexa | Palatal | Velar | Glotal |
| ------------------- | ------ | -------- | ------ | ---------- | ------- | ----- | ------ |
| Plosiva             | p b    | t d      |        | ʈ ɖ        | c ɟ     | k g   | ʔ      |
| Nasal               | m      | n        |        |            |         | ŋ     |        |
| Vibrante            |        | r        |        | ɽ          |         |       |        |
| Aspirada            | pʰ     |          | tʰ     | ʈʰ         | cʰ      | kʰ    |        |
| Fricativa           |        | s        |        |            |         |       | h      |
| Sussurrada          | b̤      |          | d̤      |            |         |       |        |
| Aproximante         |        |          |        |            | j       | w     |        |
| Aproximante lateral |        | l        |        |            |         |       |        |

Em muitas línguas do sul da Ásia, incluindo o limbu, as oclusivas orais são divididas em quatro categorias: sonoras vs. surdas, e aspiradas vs. não aspiradas. Embora a aspiração e a sonoridade geralmente não ocorram juntas, algumas línguas, como o limbu, apresentam uma série de plosivas "aspiradas sonoras", que na realidade são plosivas sussurradas, onde a vogal seguinte não tem sonoridade retardada, mas é murmurada.
No limbu, existe uma relação fonológica clara entre as oclusivas aspiradas e as soprosas. As oclusivas sonoras não aspiradas são consideradas variantes das surdas não aspiradas, e as oclusivas murmuradas são variantes das aspiradas. Por exemplo, onde /k/ é pronunciado como [g], /kʰ/ se pronuncia também como [g]. Isso demonstra uma conexão fonológica direta entre as séries aspiradas e soprosas, destacando uma característica distintiva única no idioma Limbu.

### Vogais
|             | Anterior | Quase anterior | Central | Quase posterior | Posterior |
| ----------- | -------- | -------------- | ------- | --------------- | --------- |
| Fechada     | i iː     |                |         |                 | u uː      |
| Semifechada | e        | eː             |         | o               | oː        |
| Semi aberta |          | ɛ              | ɛː ɔ    | ɔː              |           |
| Aberta      |          |                | a aː    |                 |           |

No limbu, o comprimento da vogal é distinto, exceto para as vogais médias fechadas /e/ e /o/, e também para a vogal média central /ə/, que é rara e não participa da oposição de comprimento.
No limbu, a nasalização não é distinta, exceto em algumas palavras emprestadas do nepali. Nenhuma das duas línguas possui tom fonêmico.

## Ortografia

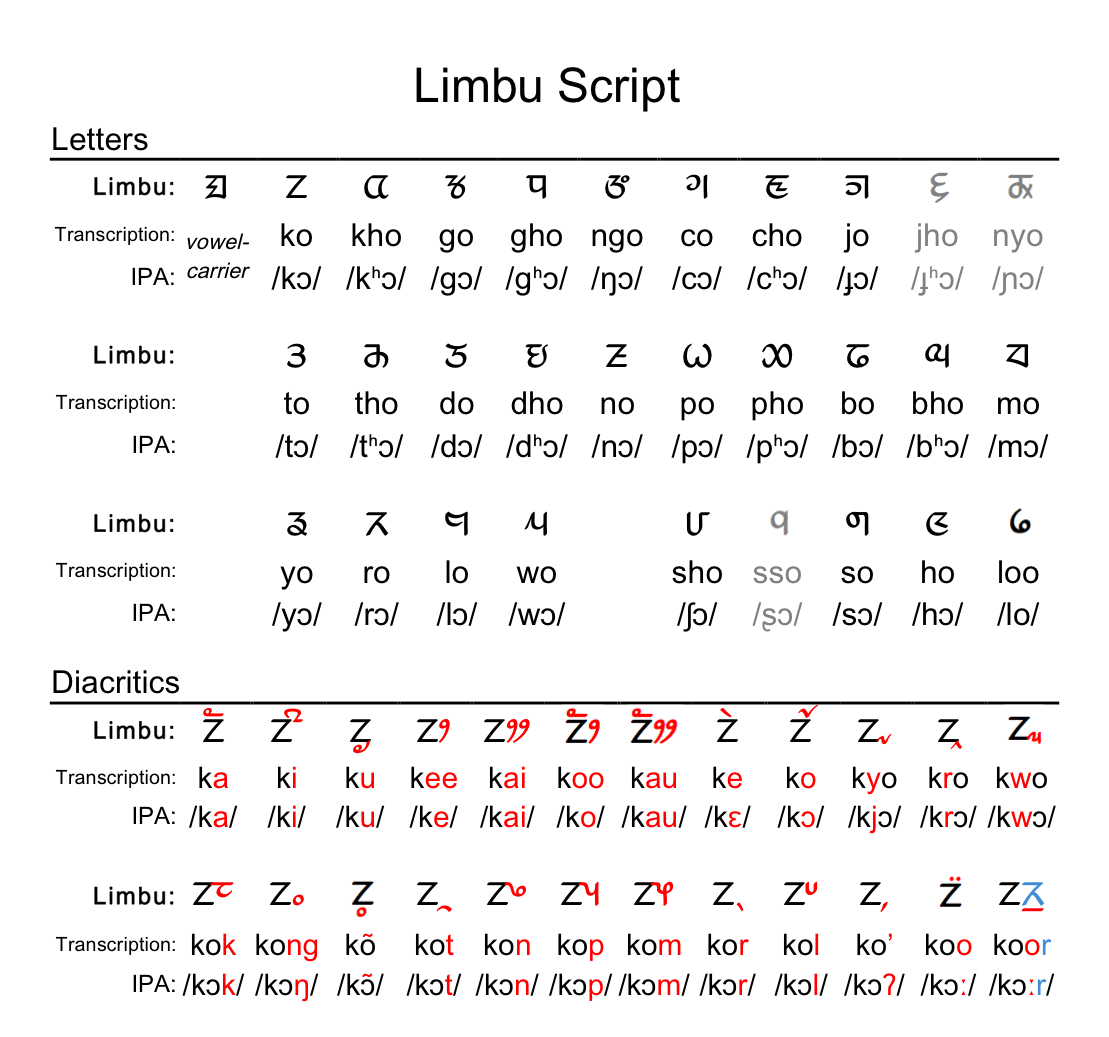
Escrita limbu. Letras cinzas estão obsoletas.

A escrita limbu, também conhecida como escrita sirijonga, é um sistema de escrita fonográfico e silábico, usado para representar a língua limbu. A escrita é horizontal, fluindo da esquerda para a direita, como o alfabeto latino. Desenvolvida no século XVIII, a escrita original foi posteriormente modificada e revivida no século XX para padronizar o ensino do idioma.
A escrita sirijonga distingue sons consonantais e vocálicos, incluindo diacríticos para vogais. As consoantes possuem formas distintas e as vogais podem ser escritas como letras independentes ou como diacríticos anexos às consoantes, semelhante à escrita devanágari usada no nepali. Abaixo, uma tabela apresenta equivalências entre grafemas, fonemas e exemplos de sons aproximados em línguas conhecidas no Brasil.
| Grafema (limbu) | Fonema (IPA) | Pronúncia Aproximada           |
| --------------- | ------------ | ------------------------------ |
| ᤁᤠ               | /k/          | casa                           |
| ᤂ               | /kʰ/         | kh em khan, em inglês          |
| ᤃ               | /ɡ/          | gato                           |
| ᤄ               | /ɡʱ/         | gh em ghost, em inglês         |
| ᤅ               | /ŋ/          | ng em sing, em inglês          |
| ᤋ               | /t/          | torrar                         |
| ᤌ               | /tʰ/         | th em Thailand, em inglês      |
| ᤍ               | /d/          | dia                            |
| ᤎ               | /dʱ/         | d em this, em inglês           |
| ᤏ               | /n/          | novo                           |
| ᤐ               | /p/          | pato                           |
| ᤑ               | /pʰ/         | ph em photo, em inglês         |
| ᤒ               | /b/          | bola                           |
| ᤓ               | /bʰ/         | próximo a b em boat, em inglês |
| ᤔ               | /m/          | mão                            |
| ᤕ               | /j/          | yo, em espanhol                |
| ᤖ               | /r/          | rato                           |
| ᤗ               | /l/          | lua                            |
| ᤘ               | /w/          | water, em inglês               |
| ᤜ               | /h/          | house, em inglês               |

Regras de Escrita
O sistema de escrita da língua limbu possui algumas regras ortográficas, como:
As vogais independentes podem ser escritas como letras próprias no início de uma palavra ou após uma pausa. Os diacríticos vocálicos quando uma vogal segue uma consoante, ela aparece como um diacrítico ligado à consoante base. A aspiração e nasalização algumas consoantes possuem formas aspiradas (indicadas na tabela acima). O limbu não é um sistema tonal ao contrário de outras línguas tibeto-birmanesas, a escrita sirijonga não codifica tom fonêmico.

## Gramática

### Artigo
Na língua limbu, o uso de artigos apresenta complexidades específicas que diferem de línguas como o inglês. O numeral 'um' é expresso por lokthlk, uma forma composta por lok ('apenas') e thik ('um'), onde thik pode funcionar tanto como quantificador quanto como artigo indefinido ('um, um certo').

Para substantivos definidos, usa-se a desinência <-in> como um artigo definido pospositivo, por exemplo:

- an yuktuq – "Eu montei num cavalo" (indefinido) 

- annin yukturj – "Eu montei no cavalo" (definido)

O artigo definido <-in> também se funde com desinências de caso, como o ergativo, apresentando mudanças morfofonológicas dependendo do sufixo anterior. Em perguntas e construções copulativas, o uso do artigo definido pode enfatizar a especificidade do referente, algo nem sempre refletido diretamente na tradução para o português ou inglês.
Além disso, o artigo definido sofre variações fonológicas quando anexado a sufixos derivacionais terminados em -a, mudando sua forma para /-n/ e alterando a vogal final do sufixo anterior, como em:

- kappo-ba → kappo-ben ("velho")

- menchukma → menchukmen ("grávida")

### Pronomes
Os pronomes em limbu incluem pessoais, demonstrativos e interrogativos, cada um com características específicas.
Pronomes pessoais distinguem três pessoas (1ª, 2ª e 3ª), três números (singular, dual e plural) e, na 1ª pessoa não singular, há uma diferença entre inclusivo (inclui o interlocutor) e exclusivo (exclui o interlocutor).
| pessoa                             | limbu   | tradução       |
| ---------------------------------- | ------- | -------------- |
| 1ª pessoa do singular              | aŋga    | eu             |
| 1ª pessoa dual inclusivo           | anchi   | nós            |
| 1ª pessoa dual exclusivo           | anchige | nós            |
| 1ª pessoa no plural inclusivo      | ani     | nós            |
| 1ª pessoa no plural exclusivo      | anige   | nós            |
| 2ª pessoa do singular              | khɛnɛʔ  | você           |
| 2ª pessoa dual                     | khɛnchi | você           |
| 2ª pessoa no plural                | khɛni   | vocês          |
| 3ª pessoa do singular              | khunɛʔ  | ele, ela       |
| 3ª pessoa do singular              | khɛŋ    | ele, ela, isto |
| 3ª pessoa dual / neutro singular   | khunchi | ele/ela        |
| 3ª pessoa plural / neutro singular | khɛŋhaʔ | eles/elas      |

| limbu      | tradução                 |
| ---------- | ------------------------ |
| aŋgaʔin    | meu                      |
| anchiʔin   | nosso (dual inclusivo)   |
| anchigɛn   | nosso (dual exclusivo)   |
| aniʔin     | nosso (plural inclusivo) |
| anigɛn     | nosso (plural exclusivo) |
| khɛnɛʔin   | seus (singular)          |
| khɛnchiʔin | seus (dual)              |
| khɛniʔin   | seus (plural)            |
| khɛŋin     | dele/dela                |
| khunchiʔin | deles (dual)             |
| khɛŋhaʔrɛn | deles (plural)           |

Pronomes demonstrativos como khɛŋ ("aquele") e kɔŋ ("este") podem funcionar como pronomes independentes, com comportamento sintático semelhante aos pronomes pessoais. Eles são usados com frequência e formam o genitivo da mesma forma que os pronomes pessoais. No singular, os demonstrativos substituem o pronome pessoal khunchi quando se referem a objetos inanimados. Quando usados adnominalmente, os demonstrativos e indefinidos sempre precedem o substantivo.
Pronomes interrogativos como en ("quem") e hen ("o que") podem receber o sufixo plural em suas formas absolutivas. Além disso, adjetivos podem assumir marcação de plural quando usados como substantivos.

### Substantivos
Os substantivos em limbu podem indicar número (singular, dual e plural) e são flexionados por desinências de caso. As marcas de caso — como ergativo, absolutivo, genitivo, instrumental, vocativo e locativo — são afixadas diretamente ao final do substantivo, seguindo regras fonológicas regulares. Além disso, o idioma utiliza posposições (como o comitativo e o mediativo) que se anexam ao substantivo e funcionam como desinências de caso.
Uma característica marcante do Limbu é a possibilidade de anexar múltiplas desinências de caso a um único substantivo. Por exemplo, em a-ndzum-lɛ-n-ille (“[usando] meu amigo”), vemos a combinação de sufixos de genitivo, absolutivo e instrumental.
Enquanto algumas relações espaciais e abstratas em inglês são expressas por preposições, em limbu elas são indicadas por posposições que não se fundem ao substantivo. Em vez disso, esses substantivos aparecem no caso genitivo antes da posposição, como em cumluŋ-le ku-sikto-?o ("abaixo do bazar").
Em limbu, os substantivos são marcados com o sufixo -haʔ para indicar o plural e -si para o dual. Substantivos coletivos, que no singular já se referem a um grupo, podem receber o sufixo plural para individualizar os elementos do coletivo. Por exemplo, thɛge·kʔi ("cabelo no couro cabeludo") se torna thɛge·kʔihaʔ ("cabelos no couro cabeludo"), destacando os fios como unidades separadas.

### Adjetivos
Posição e Função
Os adjetivos podem ser:

Adnominais (antes do substantivo).

Predicativos (com verbos como co•kma? "ser").

Substantivos (quando usados de forma nominal).

Em termos de parentesco, os adjetivos podem vir depois do substantivo para identificar um indivíduo específico:

nakpa yəmba ("o sobrinho mais velho").

Adjetivos Adverbiais (os adjetivos adverbiais são um grupo especial de adjetivos que não podem ser usados de forma adnominal ou substantiva, mas sim como advérbios ou predicativos.)

#### Gênero
Em limbu, os substantivos não possuem gênero gramatical, apenas uma distinção semântica de sexo para seres animados. Adjetivos femininos terminados em -ma são usados exclusivamente com substantivos que indicam entidades animadas femininas. Para objetos e fenômenos inanimados, usam-se as formas neutras dos adjetivos terminadas em -pa/-ba, como em cukpa luŋ ("pedra pequena") e yamba him ("casa grande").

#### Diminutivo
No limbu, um pequeno grupo de adjetivos, incluindo o particípio negativo, não termina em -pa ou -ma e são invariáveis. Alguns desses adjetivos apresentam o sufixo diminutivo -sa, como em cuksa menchya ("menininha") e cuksa thanben ("menininho").

#### Plural
Em limbu, os substantivos são pluralizados com o sufixo -ha? e dualizados com -si. No entanto, a marcação do plural pode ser omitida quando a pluralidade já é indicada pelo verbo ou pelo contexto geral. O sufixo plural é utilizado para: Indicar pluralidade quando ela não seria evidente no contexto, enfatizar a pluralidade dos referentes nominais, expressar multiplicidade ou variedade. Esse último uso pode ser observado na pluralização de nomes próprios ou termos de parentesco, mesmo quando eles não têm referentes plurais no sentido estrito.

### Casos
Em limbu, as desinências de caso e as pós-posições são sufixadas aos substantivos. Os casos mais frequentes incluem: absolutivo (-ʔin), ergativo (-ʔille, -le), instrumental (-ʔille, -le), genitivo (-ʔille, -le) vocativo (-e•) e locativo (-ʔo)
alguns desses sufixos podem se modificar para -re.

#### Absolutivo
O caso absolutivo em limbu marca o sujeito de verbos intransitivos ou reflexivos, o paciente de verbos transitivos e um dos argumentos nominais em construções copulativas.  

Quando o substantivo é indefinido, o absolutivo não recebe marcação explícita.  

Quando é definido, recebe a desinência <-ʔin>, que também funciona como um artigo definido pospositivo.
Exemplos:  

- an yuktuŋ → "Eu montei em um cavalo" (indefinido)  

- annin yuktuŋ → "Eu montei no cavalo" (definido)
A distinção entre definido e indefinido no absolutivo não equivale exatamente ao uso de artigos no inglês, podendo afetar a interpretação da frase. Além disso, a desinência <-ʔin> também aparece no caso ergativo definido, mostrando fusão morfológica entre essas categorias.

#### Ergativo
O caso ergativo indica o agente de um verbo transitivo. Ele possui diferentes sufixos dependendo da forma do substantivo: indefinido -le; definido -ʔille

Ex:

ma•kilaŋ-le khɔkt-aŋ - ('Fui cortado por um talo de milho')

mɛndaʔille - ('a cabra está comendo')
Pode sofrer mudança e virar -re ou -lle.

#### Instrumental
O caso instrumental indica um instrumento, uma causa ou algo que tem uma função intermediária entre comitativo e agente. Ele é identico ao caso ergativo, porém o ergativo marca o agente da ação, enquanto o instrumental marca o instrumento ou a causa.
Ex: nam-ilie ni-he•ʔ-mɛ-dɛt-nɛn ("Não podia ser visto por causa do sol")

#### Genitivo
O caso genitivo indica posse ou relação de pertence e é formalmente semelhante ao caso ergativo. A principal diferença é a forma do sufixo.
O sufixo genitivo é /-le/ ou /-lle/.
Após derivações com final /a/, o sufixo genitivo não assume /-lle/.
Pode ocorrer com infinitivos, mas há uma assimilação irregular quando o sufixo encontra a terminação -maʔ.
EX: phak-le ku-saʔ - ('A prole do porco')
O uso do genitivo para denotar posse é claro e geralmente envolve a combinação de sufixos possessivos (ku).

#### Genitivo de tempo
O genitivo de tempo é usado para indicar relações temporais, como em expressões de tempo específico ou durações. O sufixo genitivo é adicionado a substantivos para expressar esse significado temporal.

Ex: 

maŋgalba•r-le - ('na terça-feira')

sumsi ya•n-le - ('em três dias')

anche• anche• maŋba•la•-lle ('há muito, muito tempo atrás na época dos deuses')

#### Genitivo independente
O genitivo independente é uma forma de genitivo absolutivizado, ou seja, o genitivo que assume o papel de sujeito ou paciente dentro de uma construção. Esse tipo de genitivo pode ser usado para indicar posse ou relação com o substantivo, como nos exemplos:

kɛ-si-bɛ-rɛ-n ("do homem morrendo")

nyaʔ-rɛ-n ("da tia")

#### Vocativo
O vocativo no limbu é marcado pelo sufixo /-e•/, que é utilizado para chamar ou se dirigir a alguém diretamente. A forma não singular do vocativo é /-se•/. Em casos raros, o vocativo pode ocorrer como /-re•/ após uma vogal. 

Ex: 

amphue•! ('irmão!')

andzumme•! ('meu amigo!')

#### Locativo
O locativo no limbu é marcado pelo sufixo -ʔo•, que indica tanto localização quanto destinação.

Ex:

a-ghamda•k-ʔo• khipt-ɛ ('Está preso no céu da minha boca')
aŋga cumluŋ-ʔo• pe•k-ʔɛ ('Eu vou ao bazar')

### Verbos

#### Tempos verbais e Aspecto
Passado:

o sistema verbal do limbu distingue entre pretérito e não-pretérito, com variações dependendo da natureza do verbo. 
-Diferença entre "po•ŋmaʔ" e "co•kmaʔ". 

po•ŋmaʔ → Indica uma transição ocorrida no passado.
  
co•kmaʔ → Indica a manifestação de um atributo no passado.  
-Verbos Atélicos vs. Télicos  

Verbos atélicos (sem um ponto final natural) distinguem apenas passado / não-passado: 

ni-s-u → "eles veem"  

nis-ɛ-tch-u → "eles viram"  

nuba co•k → "é bom"  

nuba co•gɛ → "foi bom"  

-O Pretérito em Verbos Não Estativos  
  
pe•kma? ("ir") no não-pretérito indica um deslocamento em andamento:  

ta•ndik pe•kʔ → "ele vai amanhã"  

aŋgaʔaŋ so•rik pe•kʔɛ → "estou indo também" 
 
No pretérito, indica que a transição foi concluída: 
 
pe•gɛ → "ele se foi"  

abe•gɛtchi → "fomos"  

Futuro:

O futuro no limbu apresenta diferentes nuances dependendo do aspecto verbal e do grau de certeza da ação.
-Futuro Imperfeito: Indica uma ação contínua no futuro ou um futuro indefinido.

Ex:

pe•kʔɛ - ('Estou indo')
-Futuro Perfeito: Indica que a ação será completada no futuro.

Ex:

thik ha•p, thik mɛ-ha•p-nɛn - ('Um vai chorar, o outro não vai')
-Futuro Imperioso: Expressa um futuro certo e garantido
ando•caŋ - ('eu vou comer mais tarde')

#### Modo
Indicativo:  modo indicativo no limbu é usado para expressar declarações, afirmações e descrições de eventos. Os principais verbos indicativos são: <-ʔɛ>, <-aŋ>, <-nɛ> , <-paŋ> e <-mʔna>
Imperativo: O imperativo é usado para dar ordens, instruções ou pedidos, sendo sempre direcionado à segunda pessoa e concordando em número com o interlocutor. O sufixo do imperativo é -εʔ, e ele ocorre no final do verbo. O prefixo mεn- é usado para formar o imperativo negativo.
Ex: 

thund-εʔ! - ('Conserte isso!')

mεnchiʔεʔ! - ('Não morra!')
Condicional: O condicional é expresso pelo sufixo -mεn, que indica possibilidade hipotética.

Ex:

hipt-u-ŋ-mεn - ('Eu teria batido nele')

### Sentenças
A língua limbu, assim como outras línguas tibeto-burmanas, segue a ordem sintática Sujeito-Objeto-Verbo (SOV). A coordenação em limbu é simples e está intimamente ligada ao significado e à origem dos gerúndios perfeitos.
O Limbu é uma língua ergativa-absolutiva, o que significa que possui um sistema ergativo, onde o sujeito de um verbo transitivo é marcado de maneira diferente do sujeito de um verbo intransitivo e do objeto de um verbo transitivo.
Ergativo: Marca o sujeito de um verbo transitivo.

Absolutivo: Marca o sujeito de um verbo intransitivo e o objeto de um verbo transitivo.

Em línguas ergativas, a relação entre sujeito e objeto é tratada de forma distinta em contextos transitivos e intransitivos. No Limbu, o sujeito de um verbo transitivo é marcado com o ergativo, enquanto o sujeito de um verbo intransitivo e o objeto de um verbo transitivo são marcados com o absolutivo, que é o caso comum.

## Vocabulário
Abaixo é apresentado os números em limbu e suas traduções 
| limbu    | tradução  |
| -------- | --------- |
| thik     | um        |
| nɛtchi   | dois      |
| sumsi    | três      |
| lisi     | quatro    |
| nasi     | cinco     |
| tuksi    | seis      |
| nusi     | sete      |
| yɛtchi   | oito      |
| phaŋsi   | nove      |
| thibo•ŋ  | dez       |
| thikthik | onze      |
| thiknɛʔl | doze      |
| thiksum  | treze     |
| thikli   | quatorze  |
| thikna   | quinze    |
| thikthuk | dezeseis  |
| thiknu   | dezesete  |
| thikyɛʔl | dezoito   |
| thikphaŋ | dezenove  |
| nibo•ŋ   | vinte     |
| sumbo•ŋ  | trinta    |
| likip    | quarenta  |
| nakip    | cinquenta |
| thukkip  | sessenta  |
| nukip    | setenta   |
| ye•kip   | oitenta   |
| phaŋgip  | noventa   |
| kipthik  | cem       |

A seguir vemos um texto em limbu, falando sobre a culinária, e sua tradução
| limbu    | tɔŋba wahɔp-maʔ. khɛʔo•-lam wahɔp-mʔna-ba tɔŋba-ʔo• kɛrɛk-nulle pəila kɛ-go•-ba mɔkwa ciʔ ke•p-mʔ bo•ŋ. khɛʔo•-lam kɛ-dum-ba sɔŋaʔ-ʔin ke•p-m• bo•ŋ. |
| tradução | Lave o tunbä. De lá, primeiro de tudo, adicione um pouco de água fervente quente no tunbä lavado. Depois, coloque o milheto fermentado amadurecido.  |